# Serge Payette
Serge Payette est un écologiste et professeur d'université né à Montréal en 1943,.  Il se distingue par ses travaux sur les écosystèmes nordiques.